# The Lady of the Snows
The Lady of the Snows è un cortometraggio muto del 1915. Il nome del regista non è noto.

## Trama
Charlton Trevelyan, un membro dell'alta società inglese, dichiara il suo amore a Helen Mason, una ragazza calcolatrice del suo ambiente. 
Lei lo rifiuta e accetta invece la corte dell'Onorevole Travers Langdon, membro del parlamento canadese. 
Su un giornale compare la notizia che a Patricia Sutherland, una ragazza canadese, è stata lasciata una ricca eredità a condizione che sposi Trevelyan. 
Trevelyan, amareggiato dal trattamento riservato a Helen, decide di sposare l'ereditiera e parte per il Canada. 
Arrivato a casa dell'Arcivescovo Hillaire du Bertrand, zio di Patricia, l'arcivescovo gli procura un posto nella Polizia a Cavallo del Royal Northwest. 
Ottiene quindi un encomio chiudendo la casa da gioco di Pete. Per vendetta, Pete progetta di distruggere un treno nel suo territorio di competenza per far cadere Trevelyan in disgrazia. 
Il tentativo viene sventato da Gloria Templeton, agente segreto e autorità in materia di affari indiani, nota agli indiani come la Signora delle Nevi (The Lady of the Snows). 
In seguito, Helen, apprendendo dello strano testamento e dell'intenzione di Trevelyan di sposare l'ereditiera, rompe con il marito e si reca da lui. 
Nella mezzo della natura selvaggia, vicino alla capanna della Signora delle Nevi, lui rifiuta il suo amore. Ormai ama Gloria Templeton. 
Sia lui che Helen si perdono in una tormenta di neve e trovano rifugio nella baita della signorina Templeton. Helen, venuta a conoscenza dell'amore di Trevelyan per questa donna, 
gli chiede maliziosamente del suo imminente matrimonio con Patricia Sutherland. Gloria mostra il suo disgusto per lui. Trevelyan allora scrive a Gloria che rifiuterà di sposare la signorina Sutherland. 
Helen si reca quindi dall'arcivescovo per dirgli che Trevelyan è innamorato di un'altra donna che non è sua nipote. Il prelato manda quindi a chiamare la signorina Sutherland. 
Quando lei scende, Helen vede Gloria Templeton. 
Trevelyan, giunto a casa su invito dell'arcivescovo, scopre finalmente che Gloria Templeton è Patricia Sutherland e si getta fra le sue braccia.

## Produzione
Il film fu prodotto dalla Essanay Film Manufacturing Company. Venne girato in Canada, a Ottawa.

## Distribuzione
Distribuito dalla General Film Company, il film - un cortometraggio in tre bobine - uscì nelle sale cinematografiche USA il 6 aprile 1915.